# Rosina Penco
Rosina Penco (Nàpols, Campània, abril de 1823 - Bolonya, Emília-Romanya, 2 de novembre de 1894) fou una cantant d'òpera italiana.
Dotada d'una veu excel·lent, estudià amb afició el bel canto, i per un atzar incomprensible, aquesta artista, que havia nascut i crescut sota l'ardent sol del Migdia, fou a donar-se a conèixer en l'extremitat septentrional d'Europa, sent el 1847 contractada per cantar en el Teatre Reial de Copenhague.
De la capital de Dinamarca passà a Suècia, i després a Alemanya, tornant a la seva pàtria on fou aplaudida frenèticament en els millors teatres. El 1854 vingué per primera vegada a Espanya i del Teatre Reial de Madrid passà a París (1855) on rebé la consagració definitiva.
Afavorida constantment pels aplaudiments del públic, recorregué els principals teatres d'Europa, distingint-se particularment en la interpretació d'Otello, de Gioachino Rossini; Matilde di Shabran, Il trovatore, escrites per a ella; Poliuto, La Traviata i Un ballo in maschera, consolidant amb èxit creixent la seva reputació artística.
Interpretava igualment el gènere dramàtic que el bufo, i es retirà de l'escena en plenitud de les seves facultats i de llur talent.